# NGC 726
NGC 726 je galaksija u zviježđu Kit.

## Vanjske poveznice
- SEDS: NGC 726